# Helmut Krausser

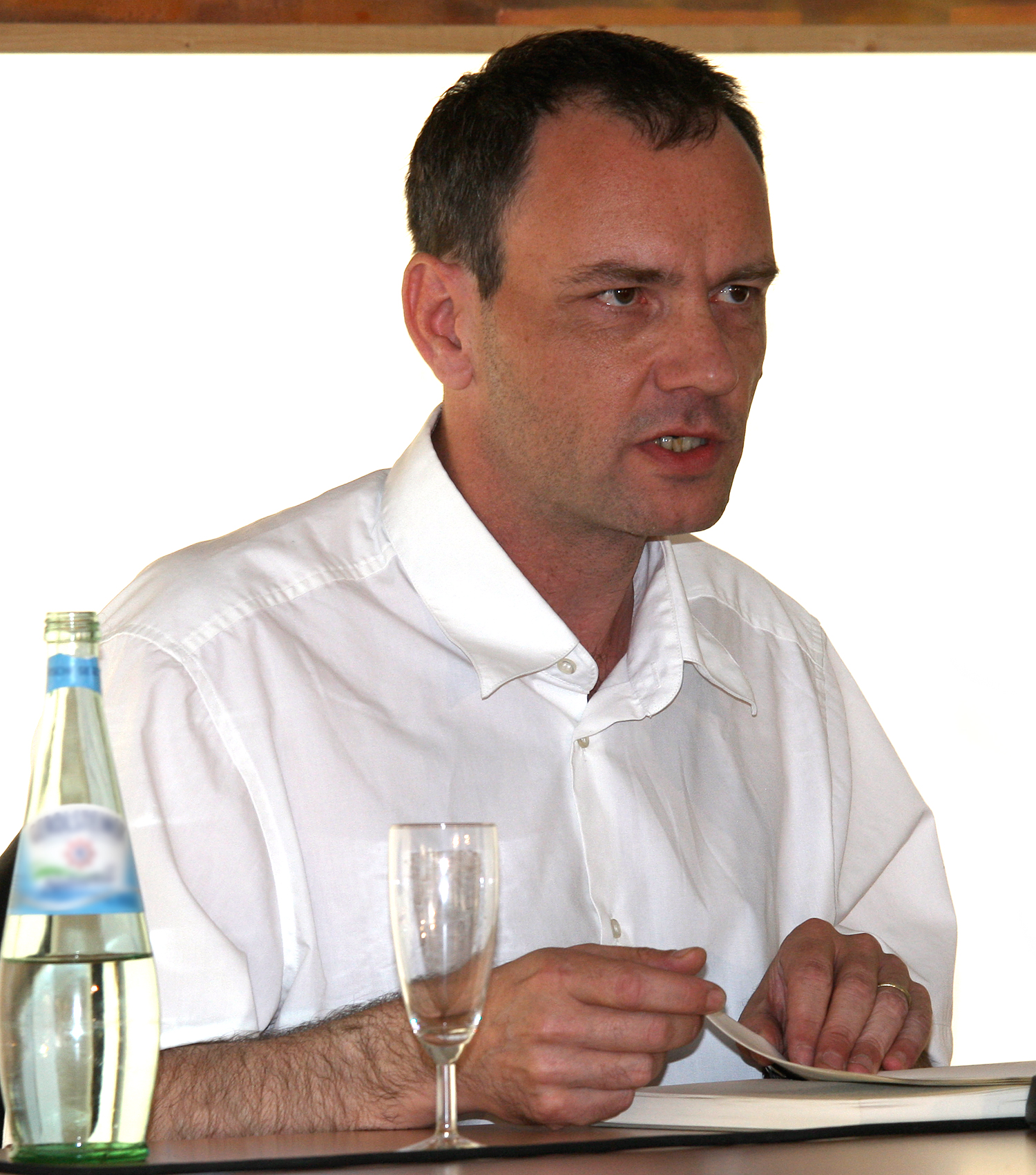
Helmut Krausser bei einer Lesung 2009

Helmut Krausser (* 11. Juli 1964 in Esslingen am Neckar) ist ein deutscher Schriftsteller, Dichter, Bühnenautor und Komponist.

## Leben
Seine schriftstellerische Karriere begann 1980 mit 16 Jahren, als er in der BR-Sendereihe Pop Sunday 13 pessimistische Gedichte vorstellte. Es folgten mehrere Sendungen in diesem Forum für junge Autoren.
Seit 1989 veröffentlichte er zahlreiche Romane, Erzählungen und Lyrikbände, sowie Hörspiele und Bühnenwerke. Romanlizenzen von Helmut Krausser wurden in das europäische Ausland, Brasilien, die USA und Südkorea verkauft. Krausser veröffentlicht zudem Beiträge und Publikationen in Zeitungen und Zeitschriften und arbeitet seit 2010 auch als Komponist. Seine Romane Der große Bagarozy, Fette Welt und Einsamkeit und Sex und Mitleid wurden verfilmt. Seit 2015 schreibt er eine regelmäßige Kolumne für die Berliner Stadtzeitung ZITTY. Helmut Krausser lebt heute in Rom und Potsdam. Seit 1991 ist er mit Beatrice Renauer verheiratet.
Im Wintersemester 2007/2008 hatte er die Poetikprofessur der Ludwig-Maximilians-Universität München inne.
Sein Freund Daniel Kehlmann forderte in einer „Nicht-Rezension“: „Warum wird Helmut Krausser von den Deutschen so beharrlich ignoriert? Nach seinem Roman Wann das mit Jeanne begann muss damit endlich Schluss sein“.

## Schachspieler
|   | a | b | c | d | e | f | g | h |   |
| 8 |   |   |   |   |   |   |   |   | 8 |
| 7 |   |   |   |   |   |   |   |   | 7 |
| 6 |   |   |   |   |   |   |   |   | 6 |
| 5 |   |   |   |   |   |   |   |   | 5 |
| 4 |   |   |   |   |   |   |   |   | 4 |
| 3 |   |   |   |   |   |   |   |   | 3 |
| 2 |   |   |   |   |   |   |   |   | 2 |
| 1 |   |   |   |   |   |   |   |   | 1 |
|   | a | b | c | d | e | f | g | h |   |

Krausser ist auch Schachspieler (z. B. Oberbayerischer Meister 2001). Seine höchste Elo-Zahl war 2330 im Jahre 1990. Im selben Jahr entdeckte er in einer seiner Fernschachpartien im Botwinnik-System der Halbslawischen Verteidigung die Eröffnungsneuerung 19. Dd1–d4, welche er im Schachinformator 49 analysierte. In den letzten Jahren wendete er sich vermehrt dem Backgammon zu. 2011 wurde Krausser Deutscher Backgammonmeister im Teamwettbewerb.

## Ehrungen und Auszeichnungen
- 1993 Tukan-Preis der Stadt München für seinen Roman Melodien
- 1998 „Hörspiel des Jahres“ (Diptychon)
- 1998 Stipendiat der Deutschen Akademie Rom Villa Massimo[3]
- 2000 mit dem „Prix Italia“ (für Denotation Babel)
- 2017 nominiert für den Deutschen Filmpreis in der Kategorie „Bestes Drehbuch“ für den Film Einsamkeit und Sex und Mitleid (Regie Lars Montag), der auf einem seiner eigenen Bücher basiert.

## Werke

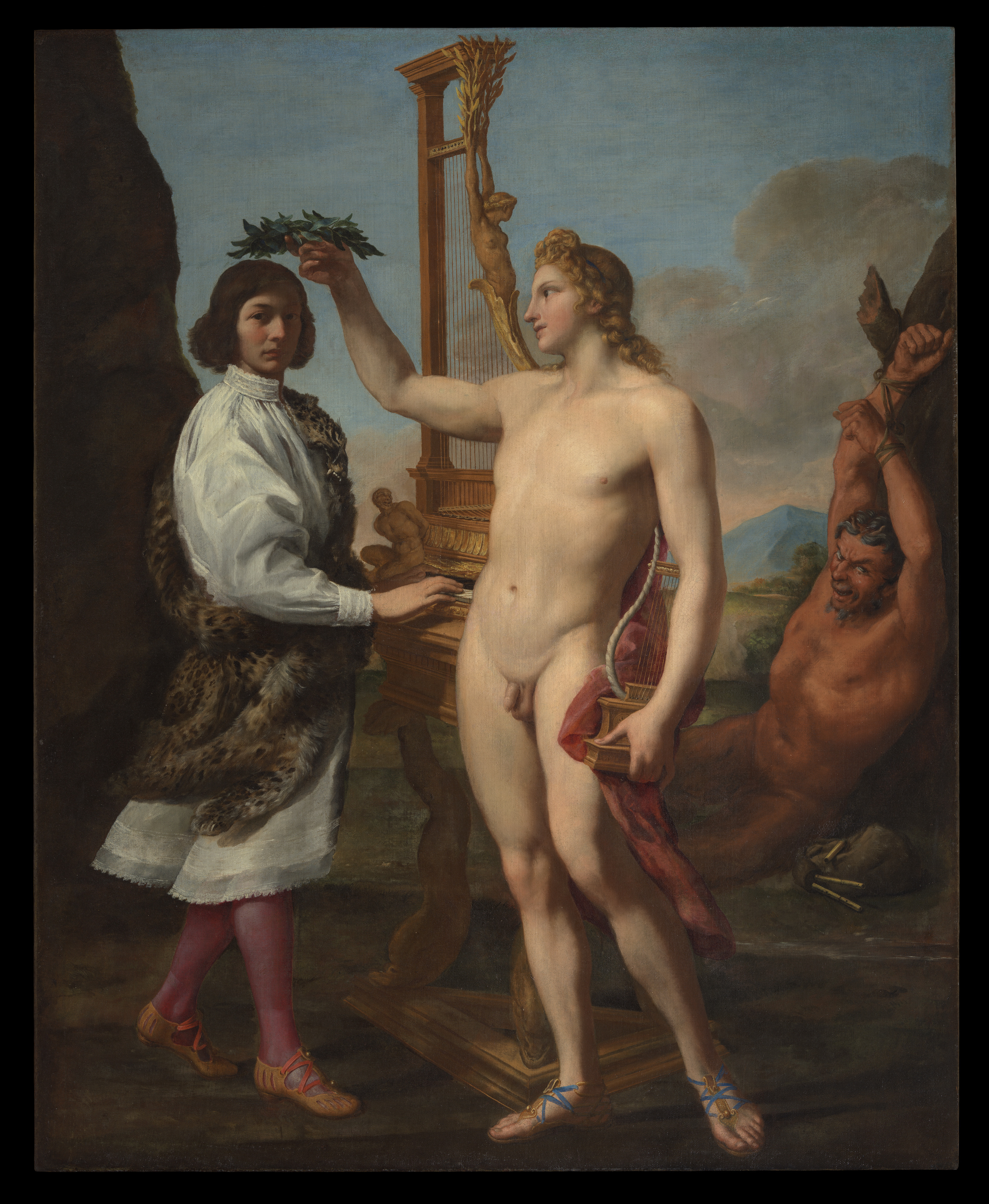
Der Kastrat Marc’Antonio Pasqualini ist Protagonist in Kraussers Melodien (2024). Gemälde von Andrea Sacchi, 1641. The Metropolitan Museum of Art

### Romane
- Könige über dem Ozean. Roman. Knaus, München / Hamburg 1989, ISBN 3-8135-9425-4.
- Fette Welt. Roman (= Hagen-Trinker-Trilogie. Band 3). List, München/Leipzig 1992, ISBN 3-471-77985-X.
- Melodien oder Nachträge zum quecksilbernen Zeitalter. Roman. List, München 1993. Neufassung: DuMont, Köln 2014, ISBN 978-3-8321-6291-7.
- Thanatos. Das schwarze Buch. Roman. Luchterhand-Literaturverlag, München 1996, ISBN 3-630-86936-X.
- Der große Bagarozy. Roman (= rororo. Band 22479). Rowohlt, Reinbek bei Hamburg 1997, ISBN 3-499-22479-8.
- Schweine und Elefanten. Roman (= Hagen-Trinker-Trilogie. Band 1; rororo. Band 22898). Rowohlt, Reinbek bei Hamburg 1999, ISBN 3-499-22898-X.
- UC. [Ultrachronos]. Roman (= rororo. Band 23695). Unter Zuhilfenahme eines Märchens von H. C. Andersen. Rowohlt, Reinbek bei Hamburg 2003, ISBN 3-499-23695-8.
- Eros. Roman. DuMont-Literatur-und-Kunst-Verlag, Köln 2006, ISBN 3-8321-7988-7.
- Die kleinen Gärten des Maestro Puccini. Roman. DuMont, Köln 2008, ISBN 978-3-8321-7989-2.
- Einsamkeit und Sex und Mitleid. Roman. DuMont, Köln 2009, ISBN 978-3-8321-8092-8.
- Die letzten schönen Tage. Roman. DuMont, Köln 2011, ISBN 978-3-8321-9619-6.
- Aussortiert. Kriminalroman. DuMont, Köln 2011, ISBN 978-3-8321-6166-8.
- Nicht ganz schlechte Menschen. Roman. DuMont, Köln 2012, ISBN 978-3-8321-9682-0.
- Alles ist gut. Roman. Berlin Verlag, Berlin 2015, ISBN 978-3-8270-1202-9.
- Geschehnisse während der Weltmeisterschaft. Roman. Berlin Verlag, München 2018, ISBN 978-3-8270-1203-6.
- Trennungen, Verbrennungen. Roman. Berlin Verlag, München / Berlin 2019, ISBN 978-3-8270-1393-4.
- Für die Ewigkeit. Die Flucht von Cis und Jorge Jega. Berlin Verlag, Berlin 2020, ISBN 978-3-8270-1204-3.
- Wann das mit Jeanne begann. Roman. Berlin Verlag, Berlin 2022, ISBN 978-3-8270-1462-7.
- Freundschaft und Vergeltung. Berlin Verlag, Berlin 2024, ISBN 978-3-8270-1416-0.

### Novellen
- Schmerznovelle. Rowohlt, Reinbek bei Hamburg 2001, ISBN 3-498-03506-1.

### Erzählungen
- Spielgeld. Erzählungen und andere Prosa. Kirchheim, München 1990, ISBN 3-87410-042-1.
- Die Zerstörung der europäischen Städte. Erzählungen. List, München / Leipzig 1994, ISBN 3-471-77993-0.
- Die wilden Hunde von Pompeii. Eine Geschichte. Rowohlt, Reinbek bei Hamburg 2004, ISBN 3-498-03520-7.
- Kartongeschichte. Roman.[4] Marebuchverlag, Hamburg 2007, ISBN 3-86648-059-8.

### Lyrik
- Gedichte ’79 – ’99. Belleville, München 1999, ISBN 3-933510-35-X.
- Strom. Neunundneunzig neue Gedichte (’99 – ’03). Rowohlt, Reinbek bei Hamburg 2003, ISBN 3-498-03512-6.
- Plasma. Gedichte 03 – 07. DuMont, Köln 2007, ISBN 978-3-8321-7990-8.
- Auf weißen Wüsten. Die besten Gedichte. Luchterhand-Literaturverlag, München 2009, ISBN 978-3-630-62158-6.
- William Shakespeare: Sonette I-III. Ausgewählt und nachgedichtet von Helmut Krausser. Hochroth-Verlag, Berlin 2012, ISBN 978-3-902871-11-4.
  - Teil I: Sonette über Trieb und Liebe. My Love is as a Fever. ISBN 978-3-902871-08-4.
  - Teil II: Sonette des jungen Poeten. I am what I am. ISBN 978-3-902871-09-1.
  - Teil III: Sonette an ihn bei nahendem Alter. All in war with time for Love. ISBN 978-3-902871-10-7.
- Verstand & Kürzungen. Gedichte. DuMont, Köln 2014, ISBN 978-3-8321-9618-9.
- Glutnester. Berlin Verlag, Berlin 2021, ISBN 978-3-8270-1394-1.

### Bühnenwerke
- Stücke 93-03. Fischer, Frankfurt am Main 2003, enthält:
  - Lederfresse. Das Stück wurde weltweit in über 300 Inszenierungen gespielt, u. a. in Buenos Aires, Peking, London, Los Angeles, Burkina Faso und in fast ganz Europa.
  - Spät Weit Weg
  - Diptychon. Dienstag – Mittwoch
  - Donnerstag – Die Fürsten.
  - Denotation Babel
  - Haltestelle. Geister (Uraufführung am Deutschen Schauspielhaus Hamburg, 1999)
  - Die Tragödie vom Leben und Sterben des Julius Cäsar (freie Übersetzung des Stückes von William Shakespeare; Uraufführung am Burgtheater Wien, 2007)
  - Montag. Über Los
  - Unser Lied. Nibelungendestillat (Uraufführung Schauspielhaus Bonn, 2005)
- Afrika (Freitag) (Uraufführung am Theater Oberhausen, 2007)
- „Eyjafjallayöküll-Tam-Tam“ (Uraufführung am Residenztheater München, 2011)

Außerdem schrieb Krausser die Libretti zu den Opern Helle Nächte, nach Motiven von Knut Hamsun und Geschichten aus Tausendundeine Nacht (UA: Prinzregententheater München, 1997; in revidierter Fassung: Theater Hagen, 2006) und Wir sind daheim (Kammeroper, UA: Nationaltheater Mannheim, 1998) von Moritz Eggert sowie zur Oper Theatre of the World von Louis Andriessen (UA: Nationale Opera Amsterdam 2016) und I.th.AkA von Sam Penderbayne (UA: Opera stabile Hamburg 2018.)

### Hörspiele
- Dienstag (BR 2000, Regie: Bernhard Jugel, Helmut Krausser), Hörspiel des Jahres 2000.
- Schmerznovelle (BR 2001, Regie: Bernhard Jugel, Helmut Krausser), Bearbeitung der gleichnamigen Novelle.
- Denotation Babel (HR/DLR/WDR 1998), Prix Italia (Musik) 1999.
- Nahrungsaufnahme während der Zeitnotphase (HR 2005, Regie: Niki Stein)
- Laute und leise weibliche Schreie (Radio Tatort, HR 2009, Regie: Leonhard Koppelmann)
- Teufels Küche (SWR 2019, Regie: Helmut Krausser und Moritz Eggert)

### Tagebücher
- Tagebücher Mai 1992 – April 2004, jeweils fortlaufend ein Monat pro Jahr:
  - Mai: Tagebuch des Mai 1992, Juni: Tagebuch des Juni 1993 (= rororo 13716). Rowohlt, Reinbek bei Hamburg 1995, ISBN 3-499-13716-X.
  - Juli [Tagebuch des Juli 1994]. Belleville, München 1996, ISBN 3-923646-46-1.
  - August [Tagebuch des August 1995]. Belleville, München 1996, ISBN 3-923646-90-9.
  - September [Tagebuch des September 1996]. Belleville, München 1996, ISBN 3-923646-91-7.
  - Juli: Tagebuch des Juli 1994, August: Tagebuch des Augusts 1995, September: Tagebuch des September 1996 (= rororo 22335). Rowohlt, Reinbek bei Hamburg 1998, ISBN 3-499-22335-X.
  - Oktober [Tagebuch des Oktober 1997]. Belleville, München 1997, ISBN 3-923646-92-5.
  - November 1998
  - Dezember 1999
  - Januar 2001
  - Februar 2002
  - März 2003
  - April [Tagebuch des April 2004]. Belleville, München 2004, ISBN 3-936298-20-3.
- Substanz – Das Beste aus den Tagebüchern. DuMont Buchverlag, Köln 2010, ISBN 978-3-8321-8093-5.
- Deutschlandreisen. DuMont Buchverlag, Köln 2014, ISBN 978-3-8321-8094-2 (nach Städten geordnete Reise-Journale und drei Poetik-Vorlesungen).

### CDs
- Genie & Handwerk. Bootleg. Belleville, München 1996.
- Denotation Babel. Belleville, München 1999.
- Kammermusik. Belleville, München 2001.
- Genie & Handwerk -Reunion. Belleville, München 2002.

### Vertonungen von Gedichten
- Moritz Eggert: Die Kriegsirre, für Mezzosopran und Klavier (UA Musikhochschule Saarbrücken 2001, Nathalie Senf, Mezzo)
- Moritz Eggert: Krausseriana. 12 Lieder nach Gedichten von Helmut Krausser (UA Nationaltheater Mannheim 1999, Thomas Berau, Bariton, Moritz Eggert, Klavier)
- Moritz Eggert: Sonett an die schreibfaule Brieffreundin aus Neue Dichter Lieben (UA Expo 2000 Hannover, Yaron Windmüller, Bariton, Moritz Eggert, Klavier)
- Arno Lücker: Spürst du denn nicht. Lied nach einem Gedicht von Helmut Krausser (UA A•DEvantgarde München, 2001, Thomas Berau, Bariton, Moritz Eggert, Klavier)

### Sonstiges
- Zusammen mit Marcel Hartges: Das Kaninchen, das den Jäger erschoss – und andere bizarre Todesfälle. Rowohlt, Reinbek bei Hamburg 1999.
- Wenn Gwendolin nachts schlafen ging. Verse zu Collagen von Susanne Straßer. Kunstmann, München 2002, ISBN 3-88897-299-X.
- Die Jagd nach Corinna. Eine Puccini-Recherche. Belleville, München 2007, ISBN 978-3-936298-84-0. (Dokumentation einer Recherche zum Puccini-Roman. In diesem Buch wurde nach über 100 Jahren die Identität der Puccini-Geliebten „Corinna“, alias Maria-Anna Coriasco, aufgedeckt, ein bis dato für unlösbar gehaltenes Rätsel der Musikgeschichte.)
- Zwei ungleiche Rivalen. Puccini und Franchetti (= Edition Elke Heidenreich). C. Bertelsmann, München 2010, ISBN 978-3-570-58011-0 (Eine Parallelbiographie der Komponisten Alberto Franchetti und Giacomo Puccini, zugleich ein Prequel zu „Die kleinen Gärten des Maestro Puccini“).
- Der erotische Pepys. Ausgewählt von Helmut Krausser. Eichborn, Frankfurt am Main 2007, ISBN 978-3-8218-0772-0.
- Gebrauchsanweisung für den FC Bayern. Piper, München 2015, ISBN 978-3-492-27648-1.